# Mariano Rabino
Mariano Rabino, né le 2 mai 1970 à Bra, est un homme politique italien, président de Choix civique pour l'Italie.

## Biographie
Il est élu député lors des élections législatives de 2013, mais n'est pas réélu en 2018.